# George Clinton (vicepresidente)
George Clinton (Nueva York, 26 de julio de 1739 - Washington D. C., 20 de abril de 1812) fue un político y militar estadounidense que fue vicepresidente de los Estados Unidos y gobernador del estado de Nueva York.
El padre de George Clinton, Charles Clinton, era un inmigrante de Irlanda que llegó al futuro Estado de Nueva York (en esa época Colonia del Reino Unido) en 1731, después de una breve estancia en Massachusetts. El padre de George llegó a ser Coronel de la Milicia de Nueva York, asociada al Ejército Británico, y también diputado en la Asamblea de la Provincia de Nueva York; por lo que la vocación por la política le fue inspirada por su progenitor.
George nació en Little Britain, una zona adyacente al pueblo de New Windsor, del entonces Condado de Úlster (hoy Condado de Orange) de Nueva York; el 26 de julio de 1739.

## Carrera militar
Con sólo 18 años de edad, George Clinton se alistó en el Ejército Británico para luchar en la Guerra franco-india, extensión americana de la Guerra de los Siete Años. En éste frente se enfrentaban Francia y tribus indias aliadas contra el Reino Unido y sus propios aliados entre los indígenas americanos. Clinton estaba en el regimiento comandado por su padre, el coronel Charles Clinton, y con él participó en la expedición contra el fuerte Frontenac. 
Después de la guerra Clinton estudió Derecho y ocupó el cargo de Clerk of the Court (responsable administrativo) de un tribunal civil de primera instancia. En 1759 fue designado County Clerk del Condado de Úlster, Nueva York, cargo que ocuparía durante los siguientes 52 años. Representó a ese condado como diputado ante la Asamblea de la Provincia de Nueva York (como antes lo había sido su padre), entre 1768 y 1776.
Al comienzo de la Guerra de Independencia de los Estados Unidos fue elegido delegado al Segundo Congreso Continental y votó a favor de la aprobación de la Declaración de Independencia de los Estados Unidos; pero fue llamado a servir como General de Brigada de la Milicia Revolucionaria bajo las órdenes de George Washington y tuvo que irse antes de poder firmar la Declaración independentista.
Durante varios meses participó en la guerra, al igual que su hermano James Clinton que también era un General patriota, interviniendo durante la Campaña de Saratoga, entre otras acciones.

## Gobernador de Nueva York
En junio de 1777, cuando la Guerra de Independencia de los Estados Unidos todavía estaba en sus comienzos, George Clinton fue elegido primer gobernador del nuevo Estado de Nueva York (la Provincia de Nueva York que se había levantado en armas contra los ingleses y se había proclamado un Estado soberano, al igual que el resto de las Trece Colonias). Tomó posesión de su cargo el 30 de julio de 1777.
Durante el resto de la guerra existieron dos gobernadores que reclamaban su autoridad sobre Nueva York; uno era Clinton, elegido por el pueblo y que apoyaba a los patriotas, y el otro el nombrado por el Rey Jorge III y que luchaba contra los patriotas. Sin embargo, Clinton controlaba más territorio que el gobernador inglés, y terminada la guerra con la victoria de los patriotas obtuvo el control sobre todo el Estado.
Como gobernador, Clinton fue conocido por su odio contra los "tories", es decir, los colonos que apoyaban a la Corona inglesa y se oponían a la independencia de las Trece Colonias que formarían los Estados Unidos. Confiscó y vendió tierras de estos americanos lealistas para así ayudar a mantener los impuestos bajos.
George Clinton proveyó alimentos a las tropas de su amigo Washington en el campamento de Valley Forge durante el decisivo período de seis meses (entre el 19 de diciembre de 1777 y el 19 de junio de 1778) en que el Ejército Continental de Washington tuvo que soportar terribles inclemencias meteorológica y duras condiciones de escasez.
Clinton fue elegido Gobernador por seis períodos consecutivos, por lo que gobernó durante 18 años seguidos hasta el 30 de junio de 1795. Le tocó dirigir al Estado en los años inmediatamente posteriores a la Guerra de Independencia y durante la transición al nuevo régimen de federación creado por la Constitución de los Estados Unidos que entró en vigor en 1789.

## Primera candidatura fracasada a la Vicepresidencia

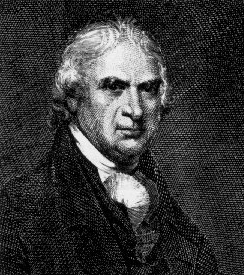
George Clinton.

Desde el principio George Clinton estuvo a favor de las facciones políticas anti-federalistas que se oponían al programa de gobierno de George Washington diseñado por Alexander Hamilton. Por eso fue uno de los miembros fundadores del Partido Demócrata-Republicano creado en 1792 bajo el liderazgo de Thomas Jefferson.
El mismo año de la fundación del partido se celebraban elecciones presidenciales. Tanto los federalistas como los demócrata-republicanos estaban de acuerdo en que Washington debía ser reelegido, por su condición de "Padre de la Patria" que lo hacía casi sagrado a los ojos del pueblo, pero los demócrata-republicanos estaban dispuestos a luchar para obtener el cargo de Vicepresidente de los Estados Unidos, y por eso postularon de candidato a George Clinton.
Según el sistema constitucional de la época (que varios años después fue cambiado por la Duodécima Enmienda a la Constitución de los Estados Unidos) los funcionarios denominados Electores, nombrados por los estados para elegir al Presidente, debían usar un sistema de "doble voto".
Cada Elector debía depositar dos votos para dos candidatos diferentes al mismo cargo de Presidente de los Estados Unidos; un voto era para su candidato favorito, y el otro voto era para su segunda opción. Luego se sumaban todos los votos mediante un complejo sistema, quedando elegido Presidente el que hubiera reunido el mayor número de votos; y el candidato que llegaba de segundo quedaba elegido Vicepresidente. Así que técnicamente Clinton era en realidad candidato a Presidente, pero los electores de su partido tenían instrucciones de votar por Washington como primera opción y a Clinton sólo como segunda opción; para que así este último fuera elegido Vicepresidente.
Ya en las elecciones anteriores de 1789 (antes de la fundación del partido) tres electores habían votado por Clinton para Vicepresidente (muy pocos comparados con los 34 que votaron por el ganador John Adams); pero en esta ocasión se trataba de una candidatura organizada respaldada por un partido político.
Como en ese entonces era la Legislatura Estatal (Asamblea Legislativa estatal o regional) de cada Estado la que elegía a los electores del Estado respectivo (con muy poca o ninguna participación del sufragio universal directo en la mayoría de los casos), las elecciones no eran un acto de masas.
El día de las elecciones, Washington fue reelegido por unanimidad al obtener los votos de todos los 132 electores como primera opción. John Adams, que era el vicepresidente saliente y candidato del Partido Federalista para la reelección, obtuvo los votos de 77 electores como segunda opción y por lo tanto para convertirse en Vicepresidente; 50 electores escogieron a Clinton como segunda opción, 4 escogieron a Jefferson (a pesar de que éste apoyaba a Clinton y no era candidato) y un elector colocó de segunda opción a Aaron Burr.
Así que por 77 contra 50 Adams le ganó a Clinton y fue reelegido como Vicepresidente; pero aunque perdió la elección vicepresidencial, Clinton logró ser reelegido Gobernador en Nueva York contra el candidato federalista a ese cargo.

## Últimos años en Nueva York
El 1 de julio de 1795 Clinton dejó de ser Gobernador de Nueva York luego de casi 18 años ininterrumpidos de gobierno; pero en el año de 1800 fue elegido Representante (diputado) a la Asamblea Estatal de Nueva York (la cámara baja de la Legislatura de Nueva York).
Fue parlamentario hasta el 1 de abril de 1801, cuando volvió a tomar posesión como Gobernador de Nueva York; en esta ocasión su gobierno duró hasta el 1 de abril de 1804. Sumados los casi 18 años de su primer gobierno (en seis períodos constitucionales) y los tres del último (un séptimo período), Clinton fue gobernador durante poco menos de 21 años; lo que lo convierte en el gobernador de un Estado de los Estados Unidos de América que más tiempo ha gobernado en la historia hasta ahora.

## George Clinton Vicepresidente
Las elecciones presidenciales del año 1804 iban a ser las primeras luego de la aprobación de la Duodécima Enmienda que modificó el sistema de elección del Presidente y del Vicepresidente.
De acuerdo a la nueva norma los candidatos a Presidente eran diferentes a los candidatos a Vicepresidente, y cada elector votaba por un solo candidato a Presidente y por un candidato distinto para Vicepresidente; separando así ambas elecciones y simplificando el sistema (evitando además que pudiera haber un Presidente de un partido y un Vicepresidente de otro).
Debido a la desconfianza que sentía por Aaron Burr, el presidente Thomas Jefferson deseaba prescindir de él; una decisión que se vio reforzada por los escándalos en los que se vio envuelto el vicepresidente. Así que Jefferson hizo que su partido no apoyase una posible reelección de Burr, y que en su lugar postulase a otro candidato a Vicepresidente; el escogido fue George Clinton.
Jefferson era el candidato a Presidente (aspirando a la reelección) y Clinton el candidato a Vicepresidente de los demócratas-republicanos; enfrentándose a los candidatos federalistas a esos cargos.
La fórmula Jefferson-Clinton obtuvo una aplastante victoria en las elecciones de noviembre de 1804; consiguieron los votos de 162 electores contra sólo 14 de los candidatos federalistas. En los estados en que la designación de electores se hacía por voto popular, Jefferson y Clinton obtuvieron el 72,8%.
De esta manera Clinton se convirtió en vicepresidente electo y tomó posesión el 4 de marzo de 1805, siendo la cuarta persona que ocupaba el cargo desde su creación.

## Doble candidatura: a presidente y a la reelección como vicepresidente
Cuando se acercaban las elecciones presidenciales del año 1808 el caucus demócrata-republicano en el Congreso de Estados Unidos (el grupo formado por todos los Senadores y Representantes del partido) se reunió para elegir al candidato presidencial. Clinton consideró que tenía derecho a ser nominado, ya que históricamente el vicepresidente era el próximo Presidente (así había sido con Adams y Jefferson); pero el 23 de enero de 1808 el caucus eligió al entonces Secretario de Estado James Madison como candidato presidencial del partido. Al mismo tiempo eligieron a George Clinton como el candidato del partido a Vicepresidente de la República, apoyando así su reelección para un segundo mandato vicepresidencial.
Sin embargo, un ala del Partido Demócrata-Republicano descontenta con el candidato Madison, decidió apoyar por su cuenta la candidatura presidencial de George Clinton.
Así que Clinton fue el candidato a Presidente de los Estados Unidos de este grupo de demócratas-republicanos disidentes, al mismo tiempo que era el candidato a Vicepresidente de los Estados Unidos del sector oficial y mayoritario del partido; las esperanzas de Clinton (y de James Monroe, otro disidente con la línea oficial) eran concentrarse en sus bastiones regionales para impedir que Madison tuviera la mayoría absoluta requerida legalmente para ser Presidente.
Cuando llegaron las elecciones, Madison obtuvo los votos de 122 electores; el candidato federalista Charles C. Pinckney obtuvo el apoyo de 47 electores, y apenas 6 electores votaron por George Clinton para Presidente. Esos seis electores eran todos del Estado de Nueva York, el estado natal de Clinton y del que había sido gobernador durante tantos años; y aun así, los otros 13 electores de Nueva York votaron por Madison y no por Clinton. En cuanto a votos populares, en los Estados donde sus leyes les permitían tomar parte en la elección presidencial, todos se los repartieron Madison y Pinckney.
Pero en cuanto a la candidatura a Vicepresidente todo fue muy diferente; Clinton obtuvo los votos de 113 Electores, contra 47 votos para el candidato federalista a Vicepresidente, Rufus King, 3 para Monroe y 3 para Madison. Así que Clinton fue reelecto Vicepresidente para un segundo período consecutivo.
El 4 de marzo de 1809 Clinton tomó posesión e inició formalmente su segundo período como Vicepresidente de los Estados Unidos; el mismo día que Madison tomaba posesión como Presidente. Clinton ha sido junto con John C. Calhoun las únicas dos personas en la historia estadounidense que han tenido la oportunidad de ser Vicepresidente con dos presidentes distintos (en el caso de Clinton con Jefferson y Madison).

## Muerte en el cargo

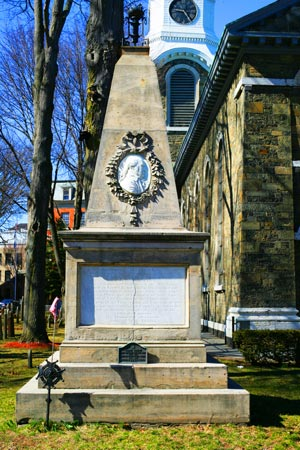
La tumba de Clinton, en Kingston, Nueva York.

Clinton fue el primer Vicepresidente que murió ejerciendo el cargo. Falleció de un ataque al corazón el 20 de abril de 1812 en Washington D. C.; como la Constitución aún no había previsto como suplir la falta absoluta de un Vicepresidente (lo haría más de siglo y medio después con la Vigesimoquinta Enmienda a la Constitución de los Estados Unidos) el cargo quedó vacante hasta las siguientes elecciones presidenciales y vicepresidenciales.
Clinton fue enterrado en la ciudad de Kingston del Estado de Nueva York.
Su sobrino DeWitt Clinton fue alcalde de la Ciudad de Nueva York y también Gobernador del Estado de Nueva York durante muchos años, continuando así lo que ya era una dinastía política regional.
- Datos: Q201646
- Multimedia: George Clinton / Q201646